# Sorex bedfordiae
Sorex bedfordiae är en däggdjursart som beskrevs av Thomas 1911. Sorex bedfordiae ingår i släktet Sorex och familjen näbbmöss. Internationella naturvårdsunionen kategoriserar arten globalt som livskraftig. Inga underarter finns listade i Catalogue of Life.
Denna näbbmus förekommer i centrala Kina och söderut fram till Nepal och Myanmar. Den lever i bergstrakter upp till 4270 meter över havet. Sorex bedfordiae vistas i bergsskogar, på bergsängar eller i områden med barrträd och rhododendron. Arten vistas på marken och äter insekter.
Arten blir 50 till 72 mm lång (huvud och bål), har en 48 till 66 mm lång svans och 11 till 15 mm långa bakfötter. Pälsen har allmänt en mörkbrun färg och buken kan hos några individer vara ljusare. En mer eller mindre tydlig svartbrun strimma sträcker sig längs över ryggens mitt. I överkäken förekommer, förutom framtänder och kindtänder, fem enkla tänder med en spets. De först tre av dessa tänder är ungefär lika stora. Den femte är något mindre än den fjärde eller lika stor och båda är mindre än de första tre. Hos Sorex cylindricauda som lever i samma region är den femte däremot avsevärd större än hos Sorex bedfordiae.
Arten har i Kina samma biotop som dvärgnäbbmus men de förekommer inte i samma region. Sorex bedfordiae delar sitt revir med Episoriculus caudatus och Soriculus nigrescens.